# Nachal Cruja
Nachal Cruja (hebrejsky נחל צרויה) je vádí v jižním Izraeli, v Judské poušti.
Začíná v nadmořské výšce přes 200 metrů, na temeni náhorní planiny Ramat Chever, v neosídlené pouštní krajině. Směřuje pak k východu, prudce se zařezává do okolního terénu a klesá do příkopové propadliny Mrtvého moře. Zde podchází dálnici číslo 90 a necelé 2 kilometry jižně od kibucu Ejn Gedi ústí do Mrtvého moře.